# 新居浜西火力発電所
新居浜西火力発電所（にいはまにしかりょくはつでんしょ）は、愛媛県新居浜市にある、住友共同電力が管理運営する火力発電所。

## 概要
石炭、重油の混焼、専焼が可能な設備として、1959年に1号機が、1962年に2号機が建設された。2008年に増設された3号機では、近隣工場へ蒸気供給も行う熱併給方式を採用、総合熱効率56 %という高い効率となっている。また、環境対策として各号機において木質バイオマスの混焼も行っている。

## 発電設備
- 総出力：30万 kW[1]

1号機
定格出力：7.5万 kW
使用燃料：石炭、重油、木質バイオマス
営業運転開始：1959年8月
2号機
定格出力：7.5万 kW
使用燃料：石炭、重油、木質バイオマス
営業運転開始：1962年9月
3号機
定格出力：15万 kW
使用燃料：石炭、木質バイオマス
営業運転開始：2008年3月